# Azat Miftakhov
Azat Fanissovitch Miftakhov (en tatar : Азат Фәнис улы Мифтахов ; en russe : Азат Фанисович Мифтахов), né le 22 mars 1993 à Nijnekamsk, est un mathématicien et militant anarchiste russe d'origine tatare, condamné pour des actes de « hooliganisme » contre le parti au pouvoir Russie unie de Vladimir Poutine.

## Biographie

### Jeunesse et études
Azat Miftakhov naît le 22 mars 1993 à Nijnekamsk, dans la République du Tatarstan, en Russie. Il montre un intérêt pour les mathématiques dès son plus jeune âge, alors qu'il est à l'école primaire. En 2010, il participe à l'Olympiade mathématique russe pour les écoliers.
Azat Miftakhov s'inscrit en 2009 à la Faculté de mécanique et de mathématiques de l'université d'État de Moscou et en obtient le diplôme en 2015.
À partir de 2015, il est doctorant au département de théorie des fonctions et d'analyse fonctionnelle de la mécanique, sous la direction de Vladimir Igorevitch Bogatchev (ru),.

### Militantisme, arrestations et procès
Azat Miftakhov, « anarchiste autoproclamé », est arrêté le 1er février 2019, après que des agents des forces de l'ordre ont perquisitionné sa chambre d'étudiant, et est accusé d'avoir construit un « engin explosif » trouvé un an plus tôt dans une ville proche de Moscou, Balachikha. Il affirme par la suite avoir été torturé par la police au cours de son interrogatoire. Les autorités jugent à deux reprises qu'il n'y avait pas suffisamment de preuves pour inculper Miftakhov. Il est donc libéré le 7 février.
Le même jour, il est à nouveau arrêté et accusé d'avoir attaqué le bureau du parti politique au pouvoir à Moscou. Dans la nuit du 31 janvier 2018, des inconnus ont brisé une vitre du bureau de Russie unie, rue Onejskaïa, à Moscou, et jeté à l'intérieur une grenade fumigène. Quatre personnes sont initialement désignées comme suspects dans l'affaire : les militants anarchistes Elena Gorban et Alexeï Kobaidze, qui ont tous deux plaidé coupables et ont été libérés après reconnaissance de leurs actes, le militant antifasciste Andreï Eïkine et l'anarchiste Sviatoslav Retchkalov. L'enquête est suspendue en septembre 2018 et reprend en février 2019, après l'arrestation de Miftakhov, les accusations étant désormais requalifiées en hooliganisme, délit passible d'une peine pouvant aller jusqu'à sept ans de prison. Azat Miftakhov est arrêté après qu'un « témoin secret » sous le pseudonyme de « Petrov » s'est manifesté et a affirmé avoir vu l'étudiant diplômé près du bureau de Russie unie.

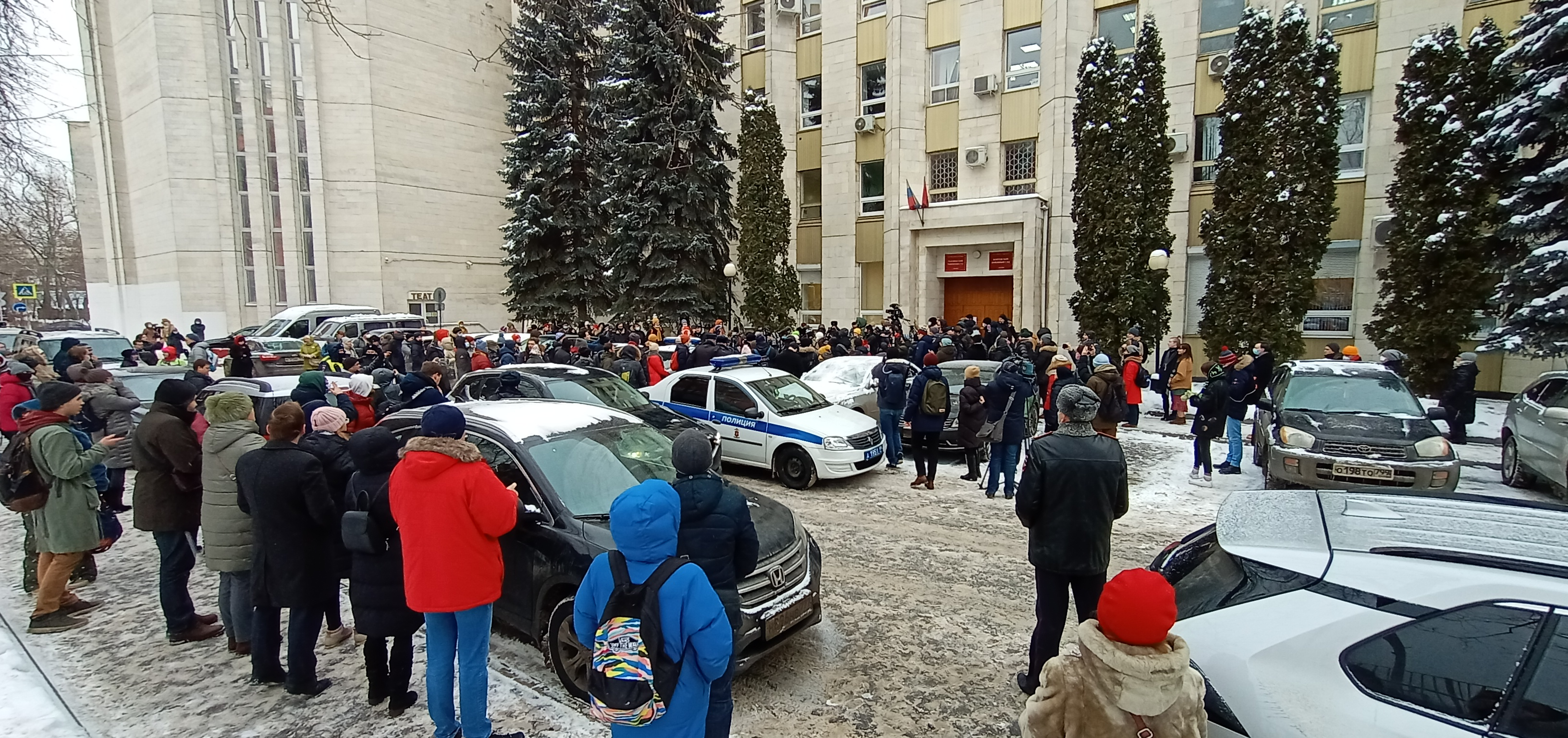
Des centaines de personnes sont rassemblées pour soutenir Azat Miftakhov avant le verdict du tribunal Golovinski de Moscou en janvier 2021.

En février 2020, le bureau du procureur émet un acte d'accusation contre Elena Gorban, Andreï Eïkine et Azat Miftakhov. Selon l'acte d'accusation, ils appartiennent à un mouvement anarchiste appelé « Autodéfense populaire », qui est, à l'époque, accusé de l'attentat terroriste de 2018 contre le bâtiment du Service fédéral de sécurité à Arkhangelsk. Miftakhov nie toute affiliation avec « Autodéfense populaire » et plaide non coupable dans l'affaire de l'attaque contre le bureau de Russie unie.
Le procès débute devant le tribunal de district de Golovinski à Moscou en octobre 2020. Le 13 octobre, le président du tribunal reconnait l'authenticité d'un document indiquant que le témoin secret « Petrov » est décédé en janvier 2020. L'accusation fait appel à un autre témoin secret, portant le pseudonyme « Karaoulny », qui témoigne, par liaison vidéo, du fait qu'Azat Miftakhov n'est pas seulement un membre de l'Autodéfense populaire mais un participant actif aux activités du mouvement, impliqué « dans des activités de formation anarchiste », telles que « l'entraînement au combat et le combat au couteau » durant lesquelles les participants « ont pratiqué des techniques [à utiliser] contre des policiers ».
Le 18 janvier 2021, le tribunal déclare Miftakhov coupable de hooliganisme et le condamne à six ans dans une colonie pénitentiaire, comme l'avait proposé le parquet, tout en condamnant les deux autres accusés. Elena Gorban est astreinte à quatre ans de probation et Andreï Eïkine à deux ans de probation, avec quatre ans et trois ans de sursis.
Le 4 septembre 2023, il est libéré après quatre ans et demi de prison. Après avoir eu le temps d'étreindre les membres de sa famille, il est renvoyé en détention provisoire pour d'autres accusations. Il rassure sa mère en affirmant qu'il tiendra le coup. Il poursuit ses travaux en détention et a publié deux articles.

## Soutien de la communauté scientifique
À la suite de la décision du tribunal, mais aussi pendant le procès, de nombreuses actions ont lieu à destination des autorités russes concernant le traitement d'Azat Miftakhov, comme la lettre ouverte émise par la Société mathématique de France, ou une autre de la Société mathématique brésilienne. Une lettre ouverte signée par de nombreux scientifiques russes circule en Russie et également au sein du milieu universitaire occidental. Une centaine de mathématiciens de nombreux pays signent une pétition pour boycotter le Congrès international des mathématiciens de 2022, prévu à Saint-Pétersbourg, pour diverses raisons, parmi lesquelles la « forte augmentation » en Russie du « nombre de défenseurs des droits de l'homme, de journalistes et de scientifiques dans les prisons et les colonies pénitentiaires russes », notamment Azat Miftakhov. Plus d'une centaine de mathématiciens russes, travaillant à la fois en Russie et à l'étranger, appellent l'Union mathématique internationale à reporter le Congrès international des mathématiciens de 2022 jusqu'à la fin de l'emprisonnement du jeune mathématicien.

## Honneurs et récompenses
La Fondation mathématique Jacques Hadamard (FMJH) et le Laboratoire de mathématiques d'Orsay (LMO) annoncent le 23 février 2021 qu'Azat Miftakhov est lauréat de leur programme de mobilité internationale dit de « visibilité scientifique junior » qui vise à financer une période d'études d'un jeune doctorant international talentueux sous la direction d'un mathématicien appartenant à un laboratoire affilié à la FMJH.
Azat Miftakhov est aussi nommé étudiant honoraire de l'université Paris-Saclay le 4 mars 2021.
Une « journée Azat Miftakhov » est organisée le 16 juin 2021 par le comité Azat Miftakhov et parrainée par la Société mathématique de France (SMF).